# Hygropoda macropus
Hygropoda macropus is een spinnensoort uit de familie van de kraamwebspinnen (Pisauridae).
De wetenschappelijke naam van de soort werd in 1897 gepubliceerd door Reginald Innes Pocock.